# James Donald Wetherbee
James Donald Wetherbee (Flushing, New York, 1952. november 27. –) amerikai űrhajós.

## Életpálya
1974-ben University of Notre Dame (Indiana( keretében repülőgép mérnöki oklevelet szerzett. 1976-ban kapott pilóta jogosítványt. Szolgálati repülőgépe az A–7E volt. 1977-1980 között az USS John F. Kennedy (CV 67) fedélzetén 125 éjszakai landolást hajtott végre. 1981-ben tesztpilóta képzést kapott. Az F/A–18 Hornet fejlesztését tesztelte.  1984-1985 között csapatrepülőként szolgált. Több mint 7000 órát töltött a levegőben (repülő/űrrepülő), több mint 20 repülőgéptípuson repült/tesztelt.
1984. május 23-tól a Lyndon B. Johnson Űrközpontban részesült űrhajóskiképzésben. 1995-2000 között a Johnson Space Centeren (JSC) igazgató a hajózószemélyzet Műveleti Igazgatóságán. 2000-2002 között a JSC technikai igazgató asszisztense. 2003-2004 között küldetésekért felelős igazgatóság biztonsági felelőse. Hat űrszolgálata alatt összesen 66 napot, 10 órát és 23 percet (1594 óra) töltött a világűrben. Űrhajós pályafutását 2005. január 3-án fejezte be.
Egyéni eredményei:
1. Az első űrhajós, aki öt küldetés parancsnokaként szolgált.
2. Az első, aki a világűrből visszatérve öt alkalommal landolt.
3. A legmagasabb ember aki a világűrbe repült.

## Űrrepülések
- STS–32, a Columbia űrrepülőgép 9. repülésének pilótája. A küldetés során pályairányba állították a  Syncom 4 F–5 katonai kommunikációs műholdat, mely saját hajtóművével geoszinkron pályára állt. Az út negyedik napján sikerült a beépített kanadai Canadarm (RMS) manipulátor  robotkarjával befogni, majd a Földre visszahozni a 9724 kilogramm tömegű LDEF (Long Duration Exposure Facility) tudományos műholdat, amely a Challenger űrrepülőgép 1984-es STS–41–C küldetése óta keringett orbitális pályán. Első űrszolgálata alatt összesen 10 napot, 21 órát és 00 percet töltött a világűrben. 7 258 096 kilométert repült, 172 alkalommal kerülte meg a Földet.
- STS–52, a Columbia űrrepülőgép 13. repülésének parancsnoka. A legénység útnak indította a LAGEOS–2 tudományos műholdat, valamint működtette a raktérben elhelyezett USMP–1 mikrogravitációs laboratóriumot. (olasz, kanadai, francia, amerikai). Második űrszolgálata alatt összesen 9 napot, 20 órát és 56 percet (236 óra) töltött a világűrben. 6 645 026 kilométert (4 129 028 mérföldet) repült, 126 kerülte meg a Földet.
- STS–63, a Discovery űrrepülőgép 20. repülésének parancsnoka. Az első amerikai repülés a Mir űrállomásra, telepítették az illeszkedő amerikai dokkoló modult. Harmadik űrszolgálata alatt összesen 8 napot, 6 órát és 28 percet (198 óra) töltött a világűrben. 4 816 454 kilométert (2 992 806 mérföldet) repült, 129 kerülte meg a Földet.
- STS–86, az Atlantis űrrepülőgép 20. repülésének parancsnoka. A 7. randevú a Mir űrállomással. Az első amerikai űrséta (kutatás, szerelés) az űrállomáson. Negyedik űrszolgálata alatt összesen 10 napot, 19 órát és 22 percet (259 óra) töltött a világűrben. 7 000 000 kilométert (4 300 000 mérföldet) repült, 170 kerülte meg a Földet.
- STS–102, a Discovery űrrepülőgép 29. repülésének parancsnoka. Személyzet csere és ellátmány (10 tonna hasznos terhet) szállítás a Leonardo Multi-Purpose Logistics Module (MPLM) segítségével a Nemzetközi Űrállomásra. Ötödikűrszolgálata alatt összesen 12 napot, 19 órát és 12 percet (307 óra) töltött a világűrben. 8 500 000 kilométert (5 300 000 mérföldet) repült, 201 kerülte meg a Földet.
- STS–113, a Endeavour űrrepülőgép 19. repülésének parancsnoka. Az első kombinált legénység csere, nagy szerelési (P1 rácsszerkezet) küldetése a Nemzetközi Űrállomáson (ISS). Hatodik űrszolgálata alatt összesen 13 napot, 18 órát és 48 percet (331 óra) töltött a világűrben. 9 000 000 kilométert (5 600 000 mérföldet) repült, 215 kerülte meg a Földet.

## Kitüntetések
- 2009-ben felkerült az amerikai Astronaut Hall of Fame (múzeum) falára.